# Copa 250 años Ciudad de Talcahuano

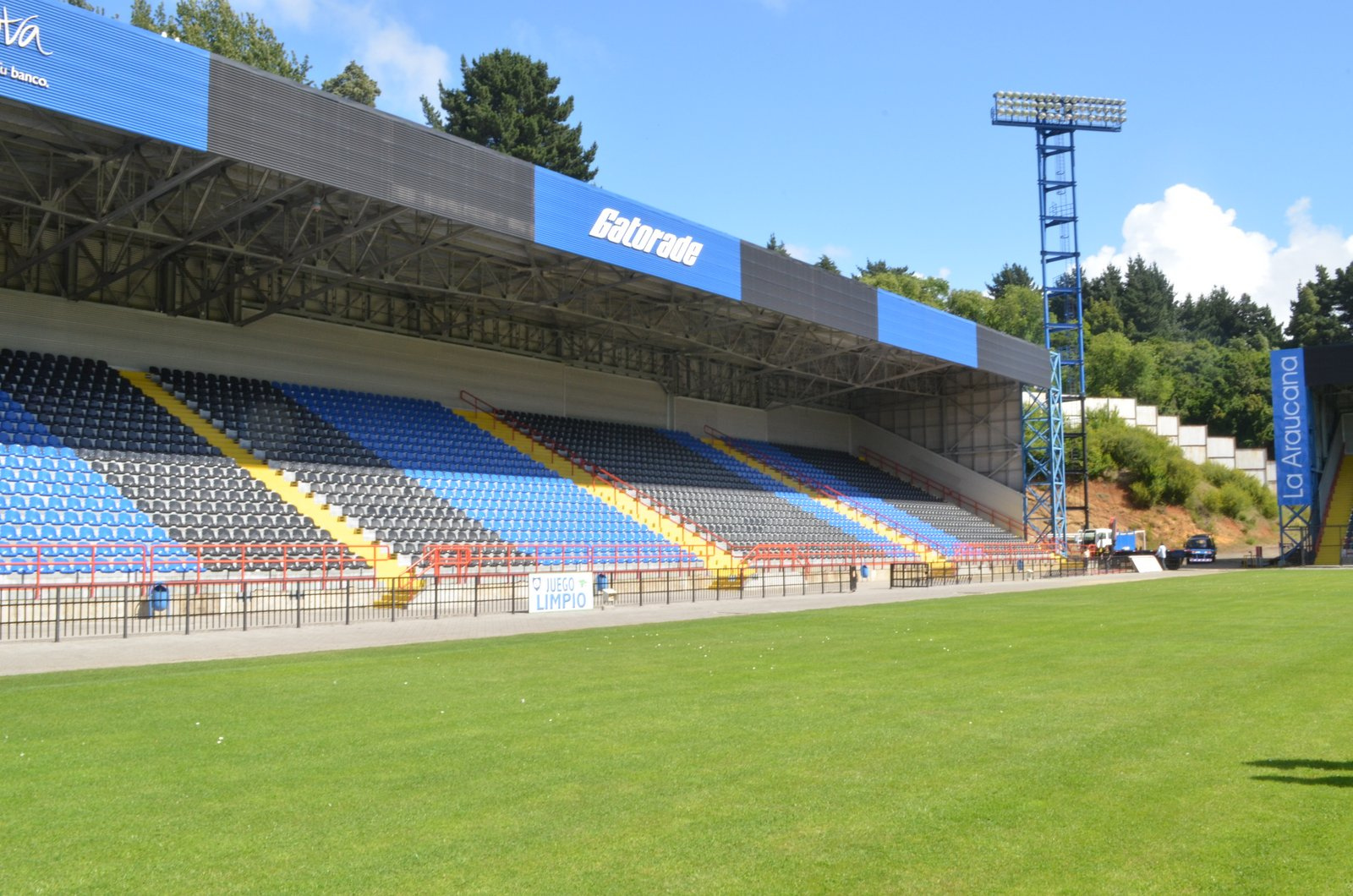
El Estadio CAP, escenario de la Copa Ciudad de Talcahuano.

La  Copa 250 años Ciudad de Talcahuano fue un torneo amistoso de fútbol disputado en la ciudad porteña de Talcahuano.
El  14 de noviembre de 2014, se disputó la primera y única edición del torneo, la que conmemoró los 250 años de la ciudad; para el cotejo, se enfrentaron las selecciones nacionales de Chile y Venezuela, la que culminó con una victoria chilena por 5-0, comandados por su técnico Jorge Sampaoli.

## Historial
Esta tabla muestra las principales posiciones de la Copa Ciudad de Talcahuano. Para más información sobre un torneo en particular, véase la página especializada de ella en Detalle.
| Año          |               | Formato |           | Campeón | Subcampeón |
| 2014 Detalle | Partido único | Chile   | Venezuela |         |            |

## Partido
| 14 de noviembre de 2014 | Chile                                                                    | 5:0 (2:0) | Venezuela | Estadio CAP, Talcahuano                                              |                                                                      |
|                         | Sánchez 17' · Valdivia 45+1' · Vargas 55' · Millar 78' · Hernández 90+3' | Reporte   |           | Asistencia: 12.000 espectadores Árbitro(s): Antonio Arias (Paraguay) | Asistencia: 12.000 espectadores Árbitro(s): Antonio Arias (Paraguay) |

| 1          | POR        | Claudio Bravo    |     |
| 4          | DEF        | Mauricio Isla    |     |
| 17         | DEF        | Gary Medel       |     |
| 3          | DEF        | Igor Lichnovsky  |     |
| 2          | DEF        | Eugenio Mena     |     |
| 20         | MED        | Charles Aránguiz |     |
| 21         | MED        | Marcelo Díaz     | 80' |
| 8          | MED        | Arturo Vidal     | 76' |
| 10         | MED        | Jorge Valdivia   | 77' |
| 11         | DEL        | Eduardo Vargas   | 76' |
| 7          | DEL        | Alexis Sánchez   | 85' |
| Entrenador | Entrenador | Jorge Sampaoli   |     |

| 12         | POR        | Dani Hernández      |     |
| 21         | DEF        | Alexander González  |     |
| 20         | DEF        | Grenddy Perozo      |     |
| 4          | DEF        | Oswaldo Vizcarrondo |     |
| 6          | DEF        | Gabriel Cichero     |     |
| 15         | MED        | Rafael Acosta       | 56' |
| 24         | MED        | Edgar Jiménez       | 86' |
| 19         | MED        | Frank Feltscher     | 56' |
| 18         | MED        | Juan Arango         | 62' |
| 7          | DEL        | Miku                | 66' |
| 9          | DEL        | Mario Rondón        |     |
| Entrenador | Entrenador | Noel Sanvicente     |     |

| 22 | MED | Rodrigo Millar        | 76' |
| 14 | DEL | Fabián Orellana       | 76' |
| 16 | MED | Pedro Pablo Hernández | 77' |
| 6  | MED | Carlos Carmona        | 80' |
| 9  | DEL | Mauricio Pinilla      | 85' |

| 16 | MED | Juanpi                | 56' |
| 14 | MED | Franklin Lucena       | 56' |
| 8  | MED | Rómulo Otero          | 62' |
| 23 | DEL | Fernando Aristeguieta | 66' |
| 26 | MED | Franco Signorelli     | 86' |

| Anotado | 17'   | Alexis Sánchez        | 1–0 |
| Anotado | 45+1' | Jorge Valdivia        | 2–0 |
| Anotado | 55'   | Eduardo Vargas        | 3–0 |
| Anotado | 78'   | Rodrigo Millar        | 4–0 |
| Anotado | 90+3' | Pedro Pablo Hernández | 5–0 |

| Amonestado | 39' | Mauricio Isla |  |

| Amonestado | 45' | Rafael Acosta   |  |
| Amonestado | 84' | Franklin Lucena |  |

| \| Jugador del Partido \| Jorge Valdivia \| |                        |
| Árbitro                                     | Antonio Arias          |
| Árbitros asistentes                         | Darío Gaona            |
| Árbitros asistentes                         | Juan Bautista Zorrilla |
| Cuarto Árbitro                              | Julio Bascuñán         |
| Jugador del Partido                         | Jorge Valdivia         |

| Jugador del Partido | Jorge Valdivia |

| 1          | POR        | Claudio Bravo    |     |
| 4          | DEF        | Mauricio Isla    |     |
| 17         | DEF        | Gary Medel       |     |
| 3          | DEF        | Igor Lichnovsky  |     |
| 2          | DEF        | Eugenio Mena     |     |
| 20         | MED        | Charles Aránguiz |     |
| 21         | MED        | Marcelo Díaz     | 80' |
| 8          | MED        | Arturo Vidal     | 76' |
| 10         | MED        | Jorge Valdivia   | 77' |
| 11         | DEL        | Eduardo Vargas   | 76' |
| 7          | DEL        | Alexis Sánchez   | 85' |
| Entrenador | Entrenador | Jorge Sampaoli   |     |

| 12         | POR        | Dani Hernández      |     |
| 21         | DEF        | Alexander González  |     |
| 20         | DEF        | Grenddy Perozo      |     |
| 4          | DEF        | Oswaldo Vizcarrondo |     |
| 6          | DEF        | Gabriel Cichero     |     |
| 15         | MED        | Rafael Acosta       | 56' |
| 24         | MED        | Edgar Jiménez       | 86' |
| 19         | MED        | Frank Feltscher     | 56' |
| 18         | MED        | Juan Arango         | 62' |
| 7          | DEL        | Miku                | 66' |
| 9          | DEL        | Mario Rondón        |     |
| Entrenador | Entrenador | Noel Sanvicente     |     |

| 22 | MED | Rodrigo Millar        | 76' |
| 14 | DEL | Fabián Orellana       | 76' |
| 16 | MED | Pedro Pablo Hernández | 77' |
| 6  | MED | Carlos Carmona        | 80' |
| 9  | DEL | Mauricio Pinilla      | 85' |

| 16 | MED | Juanpi                | 56' |
| 14 | MED | Franklin Lucena       | 56' |
| 8  | MED | Rómulo Otero          | 62' |
| 23 | DEL | Fernando Aristeguieta | 66' |
| 26 | MED | Franco Signorelli     | 86' |

| Anotado | 17'   | Alexis Sánchez        | 1–0 |
| Anotado | 45+1' | Jorge Valdivia        | 2–0 |
| Anotado | 55'   | Eduardo Vargas        | 3–0 |
| Anotado | 78'   | Rodrigo Millar        | 4–0 |
| Anotado | 90+3' | Pedro Pablo Hernández | 5–0 |

| Amonestado | 39' | Mauricio Isla |  |

| Amonestado | 45' | Rafael Acosta   |  |
| Amonestado | 84' | Franklin Lucena |  |

| \| Jugador del Partido \| Jorge Valdivia \| |                        |
| Árbitro                                     | Antonio Arias          |
| Árbitros asistentes                         | Darío Gaona            |
| Árbitros asistentes                         | Juan Bautista Zorrilla |
| Cuarto Árbitro                              | Julio Bascuñán         |
| Jugador del Partido                         | Jorge Valdivia         |

| Jugador del Partido | Jorge Valdivia |

| Chile         |
| Campeón Chile |

## Palmarés
| Selección | Campeón  | Subcampeón |
| --------- | -------- | ---------- |
| Chile     | 1 (2014) | 0          |
| Venezuela | 0        | 1 (2014)   |